# Évariste Lévi-Provençal
Évariste Lévi-Provençal (àrab: إفاريست لافي بروفنسال) fou un historiador, escriptor, orientalista arabista i traductor francés nascut el 1894 i mort el 1956.
Évariste Lévi-Provençal era d'origen jueu. La família Lévi-provençal provenia d'Algèria, tot i que és originària de Provença, al sur de França, i d'aquí el cognom "provençal".
Els estudis de Lévi-Provençal se centraren en les temàtiques arabistes, especialment en allò relacionat amb Al-Àndalus. Fou director de l'Institut d'études islamiques a l'Alger, catedràtic de la Universitat de l'Alger (1927), i de la Sorbona (1945).
És important la seva tasca com a editor i traductor (en alguns casos en col·laboració amb l'arabista espanyol Emilio García Gómez), descobrí a països àrabs alguns importants manuscrits com les memòries d'Abd-Al·lah ibn Bulugguín o Un document sur la vie urbaine et les corps de métiers à Séville au début du XII.e siècle: Le traité d'Ibn cAbdūn (1934) o documents inédits sobre la història dels almohades.
Pertany a la tradició d'historiadors que comencen a fer servir les fonts àrabs, de la tradició positivista com Dozy, i tot i que de vegades es percep certa mancança de sentit crític és fonamental per a l'estudi dels dos primers segles de la presència àrab a la península Ibèrica.

## Obres

### Llibres
- España musulmana (711-1031): La conquista, el Emirato, el Califato (2000) de la Historia de España Menéndez Pidal Tomo IV, Espasa-Calpe ISBN 84-239-4806-4 (Le siècle du califat de Cordoue, (=Histoire de l'Espagne musulmane, Bd. 3), Paris 1950).
- España musulmana (711-1031): instituciones, sociedad, cultura (2000) de la Historia de España Menéndez Pidal Tomo V, Espasa-Calpe ISBN 84-239-4807-2
- Una crónica anónima de Abd-Al-Rahnan I I Al-Nasir (1950) Consejo Superior de Investigaciones Científicas ISBN 84-00-00271-7
- La civilización árabe en España (1999) Espasa-Calpe ISBN 84-239-9626-3

### Traduccions, edicions
- Séville musulmane au début du XII.e siècle: Le traité d'Ibn cAbdūn sur la vie urbaine et les corps de métiers; (1934) traduit avec une introduction et des notes par E. Lévi-Provençal en Journal Asiatique CCXXIV (text en àrabe, pp. 177-299). (text en francès).En castellà hi ha la versió d'García Gómez, E Sevilla a comienzos del siglo XII. El tratado de Ibn cAbdūn (1948). Nova edició de 1998. ISBN 84-922949-4-9
- El siglo XI en primera persona: las memorias de Abd Allah, el último rey Ziri de Granada, destronado por los almorávides (1090)[3]. Edició i traducció, Levi-Provenzal, E. García Gómez, E, Alianza Editorial 2005 ISBN 84-206-4587-7.
- Anònim: Kitab mafàkhir al-bàrbar, Rabat. 1934.
- La Description de l'Espagne, d'Àhmad ar-Razí. Assaig de reconstitució de l'original àrab i traducció al francès, dins Al-Ándalus, 18, Madrid-Granada, 1953, ps. 51-206.